# Milan Štefe
Milan Štefe, slovenski umetnik, * 26. maj 1960, Kranj, † 25. avgust 2019, Ljubljana
Do študija je živel na Mlaki pri Kranju.
Je absolvent na AGRFT. Od leta 1989 je bil zaposlen v Mestnem gledališču Ljubljanskem, v katerem je igral pri naslednjih predstavah(v sezoni 06/07):
- Carlo Goldoni: Beneška dvojčka (Pancrazio)
- Ira Ratej: Je to človek? (Jean)
- William Shakespeare: Hamlet (Horacij)
- Boris A. Novak: Lipicanci gredo v Strasbourg (Odvetnik in kasneje minister za blaginjo in razvoj RS Filibert Volk)
- Mihail A. Bulgakov, Miha Javornik: Mojster in Margareta / Margareta in Mojster (Lihodejev)

V televizijski seriji Usodno vino je igral odvetnika Mateja Potokarja, nastopil pa je tudi v kriminalistični seriji Ekipa Bled. Poleg tega je zaigral v nekaj celovečernih filmih, med njimi Ruševinah Janeza Burgerja.
Imel je glavno vlogo v filmu Veter v mreži.